# 시청구

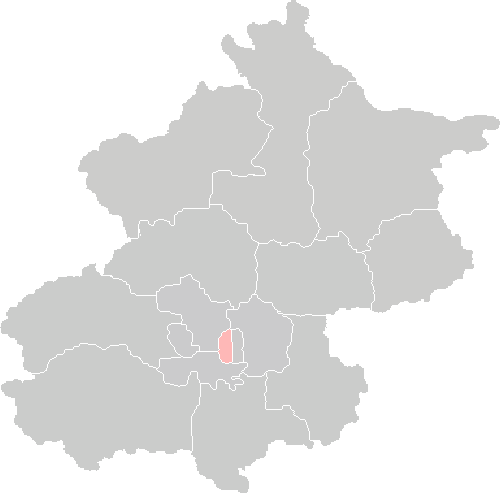
시청구의 위치

시청구(중국어: 西城区, 병음: Xīchéng Qū)는 중화인민공화국 베이징시의 행정 구역 중 하나이다. 넓이는 50,7km2이고, 인구는 2007년을 기준으로 1,243,300명이다.
시단역, 시단로, 베이하이 공원, 징산 공원, 스차하이, 중난하이, 법원사 등이 있다. 중공 정권이 들어서기 전까지 대부분의 왕족과 귀족들이 이곳에서 살았다. 베이징에서 가장 오래된 교회인 선무문 천주당이 있고 베이징 동물원 또한 이곳에 있다.

## 행정 구역

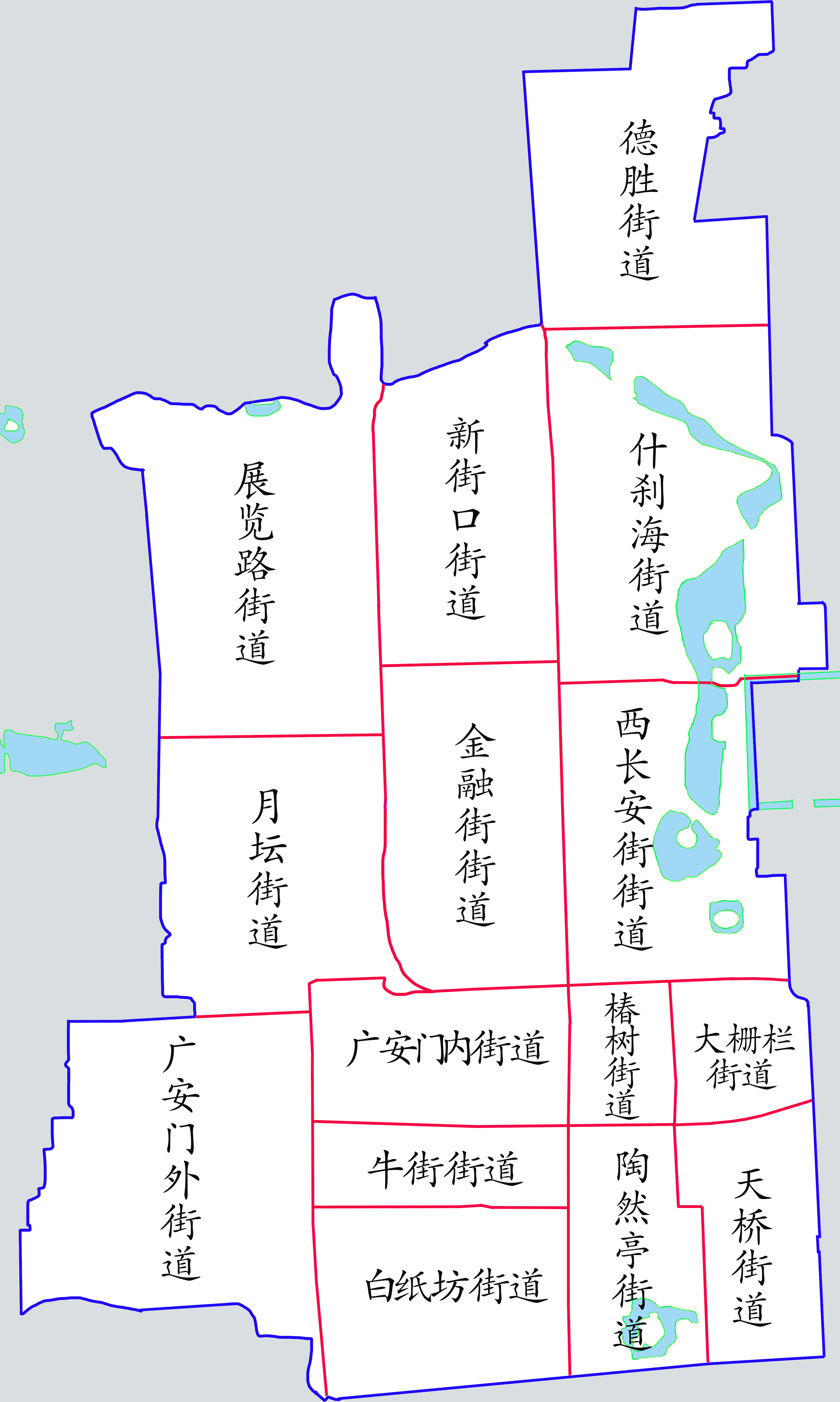
시청구 행정구역

15개 가도(街道)를 관할한다.
|    | 街道         |
| 1  | 西长安街街道 |
| 2  | 新街口街道   |
| 3  | 月坛街道     |
| 4  | 展览路街道   |
| 5  | 德胜街道     |
| 6  | 金融街街道   |
| 7  | 什刹海街道   |
| 8  | 大栅栏街道   |
| 9  | 天桥街道     |
| 10 | 椿树街道     |
| 11 | 陶然亭街道   |
| 12 | 广安门内街道 |
| 13 | 牛街街道     |
| 14 | 白纸坊街道   |
| 15 | 广安门外街道 |